# Weekends
Pour les articles homonymes, voir Week-end (homonymie).
Singles de Black Eyed Peas
BEP Empire/Get Original
(2000) Request + Line
(2001)
Weekends est une chanson du groupe américain Black Eyed Peas extraite de leur second album studio Bridging the Gap. Le titre est sorti en tant que second single de l'album le 3 octobre 2000. La chanson a été écrite par William Adams, Allan Pineda, Jaime Gomez, Tony Butler, Sylvester Stewart et produite par will.i.am.

## Liste des pistes
- CD single en Australie

1. Weekends – 4:47
2. Empire Strikes Black – 3:53
3. Magic – 3:58
4. Joints & Jam (The Billion Mix) – 3:23
5. Weekends (Live Version) – 5:43
6. BEP Empire (Music Video)

- CD single en Europe

1. Weekends – 4:47
2. Empire Strikes Black – 3:53
3. Magic – 3:58
4. BEP Empire (Music Video)

## Classement hebdomadaire
| Classement (2000)              | Meilleure position |
| ------------------------------ | ------------------ |
| Allemagne (Media Control AG)   | 100                |
| Australie (ARIA)               | 93                 |
| États-Unis (R&B/Hip-Hop Songs) | 73                 |